# Ceratonereis scotiae
Ceratonereis scotiae är en ringmaskart som först beskrevs av Miles Joseph Berkeley 1956.  Ceratonereis scotiae ingår i släktet Ceratonereis och familjen Nereididae. Inga underarter finns listade i Catalogue of Life.